# ANKRD13C
La proteína 13C que contiene el dominio repetido de anquirina es una proteína que en los humanos está codificada por el gen ANKRD13C.

## Interacciones de proteínas
Se prevé que ANKRD13C interactúe con el dominio de proteína transmembrana 255A (TMEM255A).

## Otras lecturas
- Hartley JL, Temple GF, Brasch MA (November 2000). «DNA cloning using in vitro site-specific recombination». Genome Research 10 (11): 1788-95. PMC 310948. PMID 11076863. doi:10.1101/gr.143000.
- Simpson JC, Wellenreuther R, Poustka A, Pepperkok R, Wiemann S (September 2000). «Systematic subcellular localization of novel proteins identified by large-scale cDNA sequencing». EMBO Reports 1 (3): 287-92. PMC 1083732. PMID 11256614. doi:10.1093/embo-reports/kvd058.
- Wiemann S, Arlt D, Huber W, Wellenreuther R, Schleeger S, Mehrle A, Bechtel S, Sauermann M, Korf U, Pepperkok R, Sültmann H, Poustka A (October 2004). «From ORFeome to biology: a functional genomics pipeline». Genome Research 14 (10B): 2136-44. PMC 528930. PMID 15489336. doi:10.1101/gr.2576704.
- Mehrle A, Rosenfelder H, Schupp I, del Val C, Arlt D, Hahne F, Bechtel S, Simpson J, Hofmann O, Hide W, Glatting KH, Huber W, Pepperkok R, Poustka A, Wiemann S (January 2006). «The LIFEdb database in 2006». Nucleic Acids Research 34 (Database issue): D415-8. PMC 1347501. PMID 16381901. doi:10.1093/nar/gkj139.

- Datos: Q18047043